# Pedofilia virtual no Brasil
A Pedofilia Virtual no Brasil, começou a se fundamentar na primeira década do século XXI, devido as novas tecnologias que foram emergindo e sendo utilizadas por pedófilos para perseguir, ludibriar e assediar indivíduos menores de idade. Caracterizada em publicar, produzir, vender, adquirir e armazenar pornografia infantil pela rede mundial de computadores, por meio das ferramentas da internet como redes sociais, e-mail, salas de bate-papo, ou qualquer outra forma de interação social na web, a pedofilia virtual é também o uso da internet com a finalidade de aliciar crianças ou adolescentes para realizarem atividades sexuais ou para se exporem de forma pornográfica..
Atualmente o Brasil ocupa o quarto lugar no ranking mundial de consumo de material de pedofilia na internet e o ranking dos estados é liderado por Brasília seguido por Mato Grosso do Sul e Rio de Janeiro.
O mundo virtual é caracterizado pela sua vasta possibilidade de fluxos informacionais e de comunicação, contudo amplia a vulnerabilidade dos adolescentes, que acabam contribuindo para sua própria vitimização quando utilizam esse recurso de maneira deliberada. Essas crianças são enganadas e passam a manter contato com indivíduos adultos, que afirmam ter a mesma idade, a partir de perfis falsos em redes sociais. Após a comunicação estabelecida os indivíduos passam a ter acesso a imagens, informações e dados pessoais sobre a criança.

## Legislação
A prática da pedofilia na internet no Brasil é crime. Em 25 de novembro de 2008 a Lei 8.069, de 13 de julho de 1990 – Estatuto da Criança e do Adolescente, foi alterada para aprimorar o combate à produção, venda e distribuição de pornografia infantil. Os artigos 240 e 241 dessa lei, passaram a vigorar como: "Art.240. Produzir, reproduzir, dirigir, fotografar, filmar ou registrar, por qualquer meio, cena de sexo explícito ou pornográfica, envolvendo criança ou adolescente:
Pena – reclusão, de 4 (quatro) a 8 (oito) anos, e multa." e "Art. 241. Vender ou expor à venda fotografia, vídeo ou outro registro que contenha cena de sexo explícito ou pornográfica envolvendo criança ou adolescente:
Pena – reclusão, de 4 (quatro) a 8 (oito) anos, e multa."

## Dados
Segundo dados do UNICEF, a cada dia, em média, cinco crianças sofrem com a pedofilia virtual no Brasil. O número de sites portadores de conteúdos de pedofilia infantil cresceu 147% de 2012 a 2014. Os materiais divulgados nas páginas impróprias são geralmente conteúdos de pedofilia com meninas de 10 anos ou menos, o que representa 80% dos materiais divulgados.
O website Central Nacional de Denúncias de Crimes Cibernéticos (que mostra um levantamento sobre denúncias de crimes na internet feitas no Brasil), lançado pela ONG Safernet Brasil revela que o crime que mais recebeu denúncias no país foi a pornografia infantil. Segundo o levantamento do site, entre janeiro de 2006 e outubro de 2012, foram feitas 4.161 denúncias sobre esses tipos de crimes, respondendo por 38,65% do total. Também foi levantado que entre 2007 e 2016 o website atendeu 13.268 pessoas, das quais 1.402 eram crianças ou adolescentes. O SaferNet também levantou os dados de números de atendimento por tópicos de conversas no período de 2012 até 2016 e os tópicos aliciamento sexual infantil on-line e pornografia infantil ficaram entre os 10 mais atendidos junto de temas como assédio virtual e exposição íntima.
Segundo um estudo realizado pela Universidade de Portsmouth, 83% dos conteúdos que estão na Deep web (parte oculta da internet, não indexada, que requer outros meios de acesso diferentes de um navegador comum) são relacionados com pornografia infantil. Os pesquisadores realizaram os estudos conectando 40 computadores no browser chamado Tor (que permite acesso a deep web). Desta maneira conseguiram medir o tráfego e levantar os dados relatados.
O ICMEC, criou um sistema em 2002 para identificar as vítimas de pedofilia que possuíam imagens circulando na web. No primeiro ano de atividade foram recebidos aproximadamente 60 mil fotografias e 24 milhões de arquivos ilícitos (entre fotos e videos) recebidos em 2014. Esses arquivos possuíam alta degradação da imagem das crianças, onde 80% era mostrando algum tipo de relação sexual com as vítimas.
Os dados referentes aos pedófilos, que compartilham matérias ilícitos na internet, ainda não contém um padrão estabelecido. Contudo, geralmente são homens entre 30 e 45 anos, solteiros e que moram sozinhos, segundo dados levantados pela Polícia Federal. Quanto aos traços de personalidade, se mostram pessoas reservadas, inseguras e com dificuldades de manter uma relação afetiva ou social com outros indivíduos. Já a ONG SaferNet Brasil, configurou um padrão de pedófilo virtual como homem entre 18 e 55 anos
que fazem parte das classes A, B e C, com maior presença nos extratos de maior nível financeiro.
Baseado em informações do Lidchi (2008, p. 92), os abusos virtuais, realizados em crianças e adolescentes, considerados mais comuns são: sedução, que é a prática realizada para convencer a criança a participar de uma situação traumática apresentando fotos e videos pornográficos que são compartilhados na rede mundial da internet; prática do cyberbullying, que consiste em intimidar e ameaçar as crianças, ferindo a preservação de sua imagem; estimulo ao turismo sexual; pedofilia, exploração comercial sexual e tráfico humano.

## Casos
Em 6 de junho de 2008, a polícia quebrou o sigilo de 500 usuários que frequentavam uma sala do Bate-Papo do UOL denominada incesto, onde era postado material de pedofilia, e o UOL precisou explicar-se para a CPI da Pedofilia.
Um homem, de 29 anos, foi preso em flagrante em 2013 na cidade de Tubarão (Santa Catarina) acusado de pedofilia.
A investigação foi realizada em Blumenau e várias vítimas de idade entre 9 e 14 anos realizaram a denúncia de que seus vídeos e fotos foram divulgadas na internet sem autorização. O acusado usava vários perfis falsos para atrair os adolescentes.
Um professor de teatro, de 32 anos, foi preso em 2015 por policiais da DRCI (Delegacia de Repressão aos Crimes de Informática) suspeito de pedofilia. O homem usava sites de relacionamento para atrair suas vítimas e marcar encontros com o objetivo de manter relações sexuais com as crianças. No computador do acusado foram encontradas centena de fotografias de menores de idade nus.Para ganhar a confiança das vitimas, ele usava a mesma linguagem que elas.
Um homem de 31 anos foi preso em Jundiaí por armazenar vídeos com pornografia infantil e pela suspeita de abusar sexualmente de sua filha menor de idade. A polícia ouviu o depoimento da mulher e da filha do suspeito. Ao perceber que a criança possuía um comportamento diferenciado, realizaram um exame de corpo e delito nela e constataram que o pai abusava sexualmente da criança. Após o exame a criança confirmou o abuso sofrido pelo pai.
Em fevereiro deste ano, a mãe de uma criança que reside na cidade de Niterói (Região Metropolitana do Rio de Janeiro), realizou uma denúncia de um homem de Minas Gerais que praticava pedofilia utilizando a internet. Após a denúncia a Polícia Civil de Minas Gerais realizou uma investigação e prendeu o homem acusado de pedofilia. Com 22 anos e com seus crimes confessos, em depoimento, o homem portava um computador e dois celulares com mais de 100 fotos de crianças nuas e chegou a fazer pelo menos 10 vítimas.
A Polícia de São Paulo, realizou uma operação em fevereiro deste ano contra crimes relacionados a pornografia infantil e aprendeu um total de 47 pessoas envolvidas. Foram duas operações para realizar as prisões, a Harpócrates e a Guardiões da Infância, ambas de responsabilidade da DHPP (Departamento de homicídios e de proteção a pessoa. As investigações da Harpócrates já levou a prisão 35 homens, pelo crime de armazenar e compartilhar material de pornografia infantil, com apenas 6 meses de operação. Entre os presos nesta operação estão funcionários de escola infantil, um guarda municipal, além de um pai e um filho residentes na mesma casa. Já na operação Guardiões da Infância, foram presas 12 pessoas também por praticar o crime de compartilhar pornografia infantil. Todos os acusados são homens, com idade entre 20 e 60 anos, e dentre eles dois são irmãos e foram detidos no mesmo endereço. Foram encontrados na casa dos investigados, 22 CPUs, 15 Notebooks, 31 HDs, 10 celulares e 34 pendrives, todos os aparelhos eram utilizados para prática do crime. Todas as duas operações, foram auxiliadas por um sistema da Polícia Civil que possibilita rastrear indivíduos que fazem download de imagens ou vídeos de conteúdo pornográfico que envolvam crianças ou adolescentes.

## Combate
Algumas medidas de combate a pedofilia virtual estão emergindo e se caracterizando fundamental na era da  tecnologia. O Google é uma das empresas de tecnologia que está procurando intervir com relação ao compartilhamento de matérias de conteúdos de pedofilia. Segundo o Telegraph, o Google está criando uma nova tecnologia que irá revolucionar o combate a pedofilia virtual. Essa tecnologia permitirá a troca de informações entre websites, ONGS e órgãos do governo sobre pedofilia. Isso pode fazer com que imagens que sejam marcadas em um website  como portadoras de conteúdo de pedofilia, sejam removidas de diversos websites diferentes. A tecnologia é, em geral, um banco de dados global contra a pedofilia. Além disso, a Google liberou um fundo de 2 milhões para financiar iniciativas de desenvolvedores independentes que criarem novas ferramentas de combate a  pedofilia.
O ator Ashon Kutcher juntou-se, em 2015, com várias empresas de tecnologia com o objetivo de combater o abuso infantil e a propagação de material pornográfico. O objetivo era criar um laboratório com seus próprios engenheiros e cientistas para criar novas tecnologias de identificação e denuncia de criminosos que usam a internet com o objetivo de aliciar e abusar de crianças. Segunda a CNN, a Google, Facebook, Microsoft e Pinterest são umas das emprestas que estão investindo e dando assistência a esse projeto. Além do objetivo principal, o laboratório também realiza busca na dark web para localizar vítimas de pedofilia e crianças desaparecidas em suas fotos.
Sem fins lucrativos, a Microsoft contribui para o combate da pedofilia virtual, criando um novo software chamado PhotoDNA, que rastreia imagens a fundo a fim de evitar o compartilhamento de imagens ilícitas. Nos testes, o PhotoDNA, realizou um processamento de imagem com menos de 5 milissegundos, obtendo um resultado hábil e preciso em 98% do tempo e respondendo a um alarme falso a cada 1 bilhão de vezes. Para identificar as imagens de conteúdo de pornografia infantil, o PhotoDNA conta com uma banco de dados que possui milhares de imagens para que o software faça a comparação e verifique se a foto analisada é mesmo de conteúdo ilícito. 
O principal objetivo da Microsoft ao lançar o PhotoDNA é evitar que várias imagens de conteúdo pornográfico infantil fiquem circulando por anos na internet, o que é muito frequente com as imagens de pedofilia infantil, mesmo com o esforço significativo para removê-las.
No Brasil, também é utilizado como forma de combate, o auxílio de hackers (hacker é uma palavra em inglês do âmbito da informática que indica uma pessoa que possui interesse e um bom conhecimento nessa área) que fazem um mapeamento de websites, cujo conteúdo possui material de pornografia infantil, e direcionam os endereços para realizar a denúncia. Contudo não há um sistema que realize efetivamente o combate aos pedófilos, então a recomendação de alguns especialistas no caso, é que os pais e educadores tomem medidas paliativas para instruir e preparar a criança, para que a mesma não seja induzida a realizar algum ato pornográfico ou seja aliciada.